# Martin Busse
Pour les articles homonymes, voir Busse.
Martin Busse (né le 30 juin 1958 à Brehme) est un footballeur est-allemand des années 1980.

## Biographie
Pouvant évoluer en attaque, Martin Busse fut international est-allemand à trois reprises (1983) pour un but inscrit. Il participa aux éliminatoires de l'Euro 1984, et affronta deux fois la Belgique et une fois la Bulgarie en match amical. Il inscrivit son seul but contre cette dernière à la 86e minute (3-0).
Il fit deux clubs est-allemands (FC Rot-Weiss Erfurt et Robotron Sömmerda), un club malais (Terengganu FA) et un club allemand (FSV Sömmerda) en tant que joueur-entraîneur. Il remporta seulement une D2 malaisienne en 1990.

## Clubs
- 1977-1988 :  FC Rot-Weiss Erfurt
- 1988-1990 :  Robotron Sömmerda
- 1990-1991 :  Terengganu FA
- 1991-199? :  FSV Sömmerda (joueur-entraîneur)

## Palmarès
- Coupe d'Allemagne de l'Est de football
  - Finaliste en 1980
- Championnat de Malaisie de football D2
  - Champion en 1990